# Represaille (internationaal recht)
Een represaille (Eng.: reprisal, Fr.: represaille) of tegenmaatregel (Eng.: countermeasure, Fr.: contre-mesure) is een schending van het internationale recht door een staat, uitgevoerd tegen een andere staat die het internationale recht al geschonden heeft. De tegenmaatregel kan (ook) gericht zijn tegen burgers, bedrijven of bezittingen van de andere staat. Het doel is die andere staat ertoe te bewegen op te houden met zijn schendingen. Het is daarmee een soort internationale eigenrichting tussen soevereine staten.
Represailles zijn te onderscheiden van retorsies: dat zijn ook maatregelen die ten nadele van een andere staat worden genomen als reactie op een nadelige handeling van die andere staat, maar retorsies zijn op zichzelf geen schending van het internationale recht of van verplichtingen op grond van een verdrag.

## Vereisten
Schendingen van het internationale recht als represaille zijn alleen toegelaten wanneer zij aan bepaalde vereisten voldoen. Zo zijn represailles niet toegestaan als de andere staat al opgehouden is met de schendingen, of als de zaak al voorligt in een gerechtelijke procedure of een andere vorm van bindende geschillenbeslechting. Er gelden verdere beperkingen op grond van fundamentele mensenrechten en verplichtingen van humanitaire aard. Represailles mogen bijvoorbeeld niet de Geneefse Conventies schenden door maatregelen tegen krijgsgevangenen, of door het doodschieten van willekeurige burgers. Een andere belangrijke eis is de proportionaliteit: de ernst van de genomen maatregel moet in verhouding staan tot het (vermeende) onrecht.

## Voorbeeld
Een concreet voorbeeld van een represaillemaatregel in de recente geschiedenis zijn de tegenmaatregelen die de Verenigde Staten eind jaren 70 namen tegen Frankrijk in het kader van geschil over een luchtvaartverdrag uit 1946 tussen die landen.
In 1978 wilde de Amerikaanse luchtvaartmaatschappij Pan Am zijn lijndienst tussen de Amerikaanse westkust en Parijs zo aanpassen dat bij de tussenstop in Londen de passagiers op een ander, kleiner toestel moesten overstappen (een zogeheten change of gauge). Het verdrag stelde dat dit in ieder geval was toegestaan bij een stop binnen de VS of Frankrijk maar zei niets over change of gauge in derde landen. Frankrijk stond de wijziging niet toe en stuurde zelfs een al geland toestel van Pan Am terug zonder de passagiers te laten uitstappen en trok de landingsrechten van Pan Am in. De VS stelde voor het geschil door arbitrage op te lossen, en ondertussen besloten de Amerikaanse luchtvaartautoriteiten dat de rechten van Air France op de bestaande route Parijs-Los Angeles via Montréal zouden worden opgeschort.
Deze tegenmaatregel werd nooit daadwerkelijk uitgevoerd omdat beide landen toch een compromis bereikten over arbitrage. Het besluit was echter wel onderwerp van de arbitragezaak. Een van de vragen die het tribunaal moest beantwoorden was of deze maatregel van de Amerikaanse autoriteiten proportioneel was. Frankrijk stelde dat het intrekken van de rechten op een bestaande route een grotere economische schade tot gevolg had dan het niet toestaan van een nieuwe dienst, en daarmee als tegenmaatregel disproportioneel was. Het tribunaal stelde echter dat 'proportioneel' niet hetzelfde is als 'equivalent' en dat niet alleen de geleden schade in de beoordeling moet worden betrokken, maar ook de ernst van de principiële vragen die uit de (vermeende) schending voortvloeien. In dit geval zou het voorliggende conflict over change of gauge ook grote gevolgen kunnen hebben voor vele andere luchtvaartverdragen waar de VS partij bij was, en mede daarom was de maatregel volgens dat tribunaal in dit geval proportioneel.

## Represailles tegen de burgerbevolking inbezet gebied
Represaillemaatregelen door een bezettende macht tegen de burgerbevolking in bezet gebied zijn doorgaans volkenrechtelijk niet toegestaan, onder meer op grond van de al genoemde Geneefse Conventies.
Het nemen van gijzelaars (met de dreiging deze leed aan te doen) om de burgerbevolking te dwingen geen acties tegen de bezettende macht te ondernemen was tot de Tweede Wereldoorlog alleen door gewoonterecht geregeld. Het Handvest van het Internationaal Militair Gerechtshof in Neurenberg, dat was ingesteld voor het berechten van de belangrijkste oorlogsmisdadigers na afloop van de Tweede Wereldoorlog in Europa (het Proces van Neurenberg) schaarde het doden van gijzelaars onder de oorlogsmisdrijven.
Het Amerikaanse militair tribunaal in het latere zogeheten 'gijzelaarsproces', eveneens in Neurenberg, stelde wel nog dat het in zeer bepaalde gevallen geoorloofd was gijzelaars te nemen onder de burgerbevolking - en deze in een uiterste geval te doden - om zo de bevolking te dwingen mee te werken met de bezetter en af te zien van gewelddaden. Dit gold naar oordeel van het hof echter beslist niet voor de buitenproportionele represailles die Duitse troepen bijvoorbeeld op de Balkan uitvoerden, en waarbij soms honderd burgers werden gedood voor iedere gedode Duitser.
De verschillende verdragen van Genève uit 1949 bevatten een volledig verbod op het nemen van gijzelaars onder de burgerbevolking, en op represailles tegen de burgerbevolking.